# Sophie Tissier
Pour les articles homonymes, voir Tissier.
Ne doit pas être confondu avec Sophie Tessier.
Sophie Tissier, née le 23 février 1979 à Moulins (Allier), est connue en tant que militante française, anciennement proche du Parti de gauche et participante au mouvement des Gilets jaunes.

## Biographie

### Famille
Sophie Tissier est une arrière-petite-fille du militant syndical Marcel Kirsch, arrière-petite-nièce du militant communiste puis collaborateur Maurice Lime et fille d'un chirurgien-dentiste. Elle est, en 2019, mère célibataire de deux enfants.

### Formation
Elle suit sa scolarité en Auvergne et à Vincennes, puis étudie l'audiovisuel et le cinéma à l'université Sorbonne-Nouvelle.

### Carrière
Elle travaille pour des émissions de télévision: C'est pas sorcier, Le Magazine de la santé, +Clair, Les Maternelles, Dimanche + sur Canal+, puis TPMP sur C8, dont elle est licenciée puis poursuivie pour escroquerie au jugement. Elle gagne son procès contre Vincent Bolloré aux prud'hommes pour licenciement abusif après avoir investi le plateau de Cyril Hanouna face à Jean-Luc Mélenchon.

### Engagements
Proche du Parti de gauche, elle défend les droits des intermittents du spectacle et se définit comme écoféministe. Elle prétend être à l'origine du mouvement Nuit debout[réf. nécessaire]. En 2016 et en 2017, elle participe à Stop corruption et combat la réforme du code du travail français en 2017. Dans un live sur Mediapart, elle déclare vouloir renverser le système. Edwy Plenel lui reproche alors de ne pas avoir d'objectif palpable et de se perdre dans des grands mots.
Par la suite, elle effectue les déclarations officielles des circuits des manifestations des Gilets Jaunes.
En 2020, elle critique France 2, France 3 et Gaumont de produire les films de Roman Polanski, en tête des nominations de la 45e cérémonie des César.
Lors de la pandémie de Covid-19, elle participe à des manifestations où elle indique être anti-vaccin Covid, notamment contre la vaccination des enfants,.
Candidate aux élections législatives de 2022, dans la dixième circonscription de Paris, soutenue par l'Union citoyenne pour la liberté (UCPL), elle obtient 0,45 % des suffrages au premier tour.

## Affaire Éric Coquerel
Début juillet 2022, Sophie Tissier accuse Éric Coquerel de « gestes déplacés » lors d’une soirée dansante en 2014 à Grenoble dans le cadre des universités d’été du Parti de gauche dont il était alors le coordinateur national,. Le 3 juillet, elle annonce avoir saisi le comité contre les violences sexuelles de La France insoumise,. Dénonçant des mains baladeuses, une « drague lourdingue » et un « regard salace et gluant » ainsi que des textos suggestifs, elle porte plainte contre lui à Vanves, le 4 juillet pour harcèlement sexuel et pour des gestes « pouvant s'apparenter à une agression sexuelle ». Éric Coquerel affirme qu'il s'agissait d'un « flirt » et dément toute « drague lourde » ou « harcèlement »,. Deux personnalités présentes lors de cette soirée témoignent : Tatiana Ventôse confirme les dires de  Sophie Tissier mais Marie-Laure Darrigade réfute ces allégations. Selon Mediapart, il existe deux témoignages directs, celui de Sophie Tissier et d'une autre femme. La militante féministe Rokhaya Diallo affirme que le témoignage de Sophie Tissier n'est pas isolé : « J'ai eu accès à des témoignages directs, j'ai aussi eu plusieurs fois accès à des témoignages de journalistes qui en avaient recueilli d'autres ».
Le 13 juillet 2022, le parquet de Paris annonce l’ouverture d’une enquête pour harcèlement sexuel et agression sexuelle à l’encontre d’Éric Coquerel, à la suite de la plainte déposée par Sophie Tissier,. Le 20 février 2023, l'affaire est classée sans suite pour infraction insuffisamment caractérisée.

## Critiques
L'action de Sophie Tissier est critiquée dans les mouvements militants. C'est le cas de leaders du mouvement des Gilets jaunes comme Maxime Nicolle et Éric Drouet, qui voient en elle quelqu'un qui essaie de s'approprier tous les mouvements qui passent par là, comme les Nuit debout ou les Gilets jaunes, Stéphane Espic, qui la qualifie de « stalinienne des bacs à sable », qui ne supporte pas la contradiction, ou Jérôme Rodrigues qui décrit une femme avec « un savoir-faire extraordinaire. Elle organise, elle sait comment fonctionne la télévision » mais « elle se sert des gens comme de Kleenex, elle est clivante au possible. »